# Edward Jefferys
Edward Jefferys (Edward Barrymore „Judge“ Jefferys; * 7. Februar 1936 in Durban; † 27. September 1998 in Amanzimtoti) war ein südafrikanischer Sprinter.
Bei den British Empire and Commonwealth Games 1958 in Cardiff erreichte er im Finale über 220 Yards nicht das Ziel und schied über 110 Yards im Halbfinale aus.
1960 gelangte er bei den Olympischen Spielen in Rom über 100 m ins Viertelfinale, über 200 m ins Halbfinale und kam in der 4-mal-400-Meter-Staffel auf den vierten Platz.

## Persönliche Bestzeiten
- 100 Yards: 9,5 s, 28. Januar 1961, Sasolburg
- 100 m: 10,2 s, 20. Februar 1960, Benoni
- 220 Yards: 20,7 s, 19. April 1965, Potchefstroom (entspricht 20,6 s über 200 m)
- 440 Yards: 47,0 s, 1963 (entspricht 46,7 s über 400 m)